# Cassiope lycopodioides
Cassiope lycopodioide es una especie de  pequeños arbustos perennes de la familia de las Ericaceae. Es  nativo del Ártico y regiones montañosas templadas del norte. 

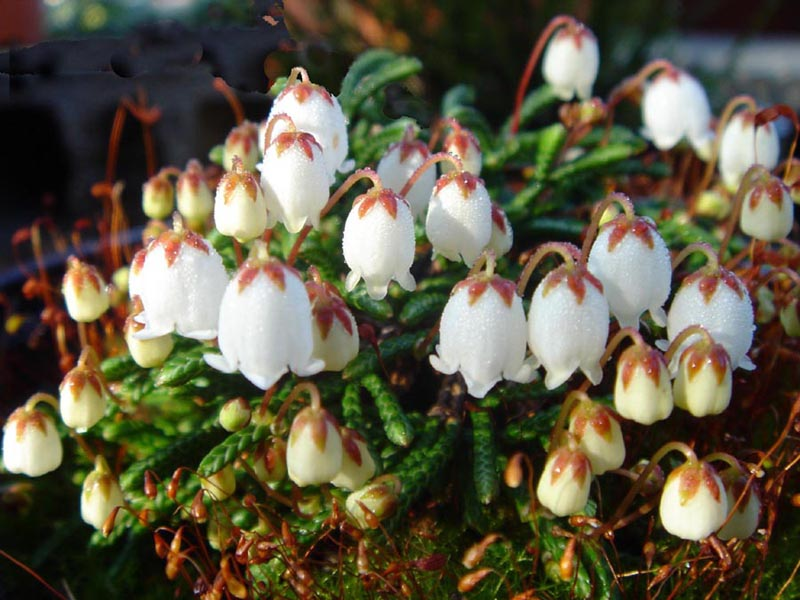
Detalle de las flores

## Descripción
Tiene los tallos postrados a ligeramente ascendente, formando alfombras sueltas, peludas. Hojas  algo imbricadas o no, muy aplanadas, linear-lanceoladas, surco abaxial ausente, 2-3 x 0,5-1,2 mm, los márgenes escariosos, con pelos rizados presentes en la punta de las hojas (por lo menos en las hojas jóvenes), base de abaxial y adaxial de superficie vellosa. Flores: sépalos de 1.5-2 mm, los márgenes hialinos; pétalos connados durante aprox. 1/2 de su longitud, corola blanca, campanulada, de 6-8 mm; estambres a 3 mm. Cápsulas de 3 mm.

## Distribución y hábitat
Floración en junio-agosto. Se encuentra en las laderas y grietas alpinas rocosas; a una altitud de 100-2000 metros en Alaska, British Columbia, y el Estado de Washington.

## Taxonomía
Cassiope lycopodioides fue descrita por (Pall.) D.Don   y publicado en Edinburgh New Philosophical Journal 17(33): 158. 1834.
Etimología
Cassiope: nombre genérico que fue nombrado por la reina Casiopea de la mitología griega.
lycopodioides: epíteto latino 
Sinonimia
- Andromeda lycopodioides Pall.
- Erica lycopodioides Waitz
- Ericoides lycopodiodes (Waitz) Kuntze	[2]